# Čmárání

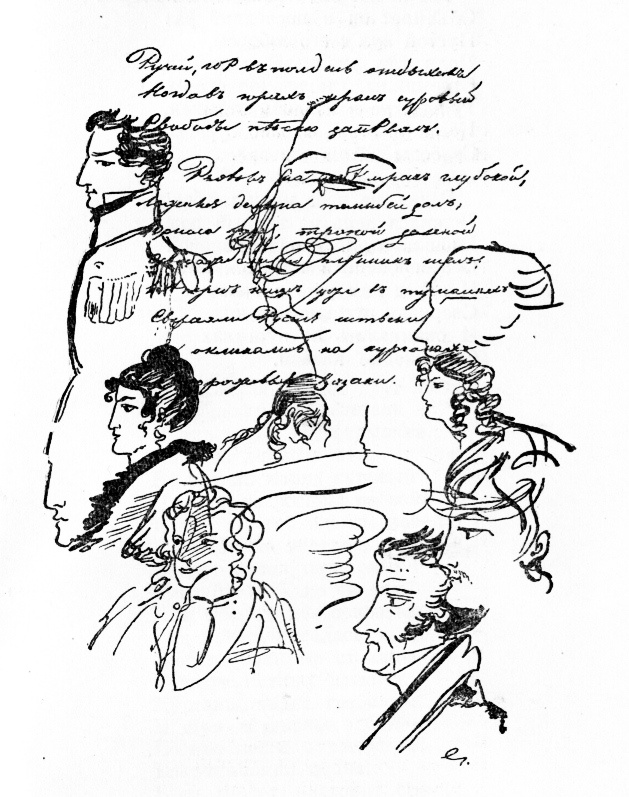
Čmáranice A. S. Puškina (1799-1837)

Čmárání je necílené kreslení, při kterém se kreslířova mysl zaobírá především něčím jiným. Jsou to jednoduché kresby, které mohou mít smysl, nemívají však vysokou hodnotu. Také může jít o kresby malého dítěte, které si tak začíná osvojovat práci s psací potřebou a manipulaci s předměty.
Čmáranice vytvářejí lidé po celém světě, Často studenti na nudných přednáškách čmárají na okraje poznámek, popřípadě na zadní strany sešitů. Čmárá se i při telefonování nebo při jiné dlouhotrvající aktivitě, při které má člověk po ruce pero a papír.
Snad nejpopulárnější verzí jsou karikatury reálných nebo vymyšlených osob, krajin, textur, plakátů s textem a animováním, při kterém se kreslí několik obrázků za sebou v různých scénách.

## Známí tvůrci
Dochovalo se mnoho čmáranic slavných lidí. Erasmus kreslil komické postavičky na své manuály. John Keats si kreslil kvítky do svých poznámek medicíny během přednášek. Ralph Waldo Emerson jako student Harvardu ozdobil své koncepty pochmurnými ornamenty klasických tvarů.